# السجاد التبتي

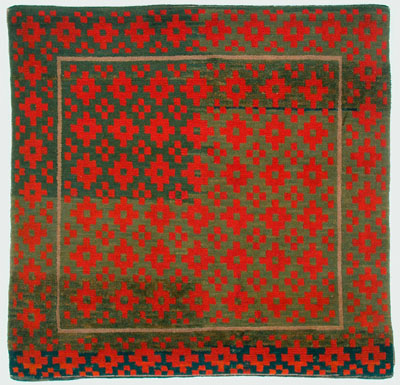
بساط جلوس تبتي صغير بتصميم Gau: تميمة) تقليدية، يمثل التصاميم التي يعتقد أنها من بين الأقدم على السجاد التبتي

صناعة البساط التبتي هي حرفة تقليدية قديمة، ويصنع السجاد التبتي تقليديًا من صوف الأغنام في المرتفعات التبتية، ويسمى «تشانغبل: وتعني صوف».
يستخدم التبتيون السجاد لأغراض عديدة تتراوح من الأرضيات إلى الحائط إلى سروج الأحصنة، على الرغم من أن الاستخدام الأكثر شيوعًا هو كسجادة جلوس. ويطلق على سجادة النوم النموذجية التي يبلغ طولها حوالي 3 أقدام × 5 أقدام (0.91 م × 1.52 م) اسم خادن.
تختلف طريقة الحياكة المستخدمة في صناعة البساط التبتي عن تلك المستخدمة في صناعة البسط الأخرى في جميع أنحاء العالم. تم استبدال بعض جوانب صناعة البساط بآلات أرخص في الآونة الأخيرة، وخاصة الغزل وتقليم الوبر بعد النسج، ومع ذلك لا يزال بعض السجاد يُصنع يدويًا.
أسس الشتات التبتي في الهند ونيبال تجارة مزدهرة في صناعة البساط، تعتبر صناعة البساط في نيبال واحدة من أكبر الصناعات في البلاد، كما يوجد في التبت أيضًا ورش للنسيج، لكن جانب التصدير في الصناعة غير متطور نسبيًا مقارنة بنيبال والهند.

## التاريخ
تمتد صناعة السجاد في التبت إلى مئات إن لم يكن آلاف السنين، ومع ذلك وباعتبارها حرفة متواضعة لم يتم ذكرها في الكتابات المبكرة، باستثناء الإشارات العرضية إلى السجاد الذي تملكه شخصيات دينية بارزة.
كانت أول روايات تفصيلية عن نسج البساط التبتي تأتي من أجانب دخلوا التبت مع الغزو البريطاني للتبت في الفترة 1903-1904، وصف كل من لورانس واديل وبيركيفال لاندون ورشة نسج صادفوها بالقرب من جيانتس في الطريق إلى لاسا، وسجل لاندون «فناء ممتلئ بالكامل بأنوال النسيج الخاصة بالعمال والعاملات على حد سواء» يصنعون السجاد الذي وصفه بأنه «أشياء جميلة».
كانت الورشة مملوكة ومدارة من قبل إحدى العائلات الأرستقراطية المحلية، والتي كانت شائعة في التبت ما قبل الحداثة. تم صنع العديد من المنسوجات البسيطة للاستخدام المنزلي، لكن ورش العمل المخصصة كانت تصنع سجاد الوبر المزخرف الذي تم بيعه للعائلات الثرية في لاسا وشيجاتسي والأديرة. ضمت المؤسسات الرهبانية الآلاف من الرهبان الذين جلسوا على منصات طويلة منخفضة خلال الاحتفالات الدينية، والتي كانت مغطاة دائمًا بالسجاد المنسوج يدويًا للراحة. استبدلت الأديرة الأكثر ثراء هذا السجاد بانتظام، حيث توفر الدخل أو تأخذ الهدايا بدلاً من الضرائب من مئات أو آلاف النساجين.

## التصميم
منذ أوائل القرن العشرين، أصبحت مجموعة واسعة من الألوان الاصطناعية متاحة للنساجين التبتيين، ويبدو أن هذا قد حفز إنتاج تصميمات جديدة وأكثر تعقيدًا، تستند أيضًا بشكل كبير إلى الزخارف الصينية التقليدية.
شهدت الفترة من 1900-1950 إنتاج العديد من التصميمات الجديدة الملونة يشمل ذلك التنانين والعنقاء وزخارف الأزهار والسحب وما إلى ذلك.

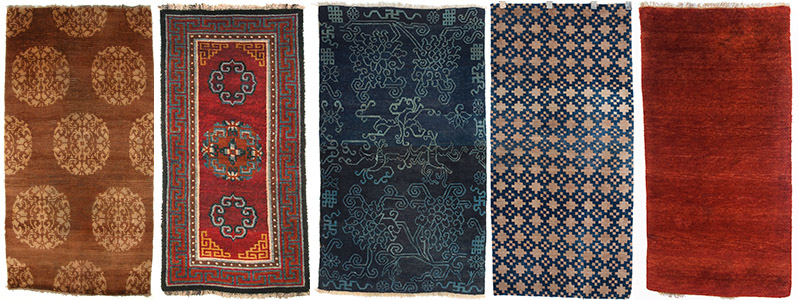
خدين التبتية (سجاد النوم) مع تصاميم نموذجية من نسج القرن التاسع عشر

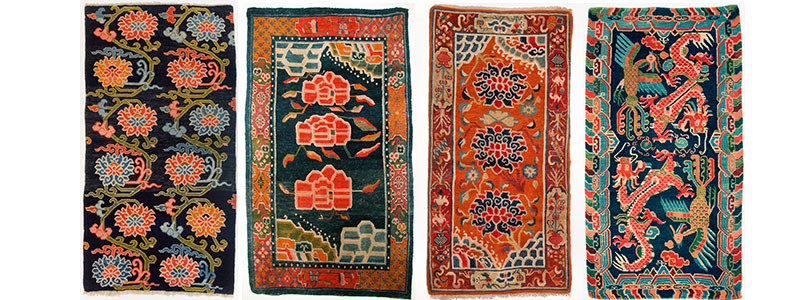
خادن التبتية بتصميمات من الجزء الأول من القرن العشرين تُظهر تفاصيل كبيرة ونطاق واسع من ألوان هذه الفترة

## إنتاج اليوم الحالي في التبت
في لاسا تلبي متاجر السجاد احتياجات السياح المحليين والوطنيين والدوليين، تباع المقلدات التركية ذات اللون الأحمر الداكن في مصانع تشينغهاي جنبًا إلى جنب مع السجاد الصيني وحتى السجاد الحريري ذي التصميمات الشرق أوسطية.
تعد النسخ المقلدة للتصميمات التبتية المصنوعة من البوليستر والمنسوجة آليًا بدائل رخيصة الثمن بالنسبة للتبتيين المحليين.

## روابط خارجية
- التاريخ والرموز وزخارف السجاد التبتي